# Guillaume Barthez de Marmorières
Guillaume Barthez de Marmorières  (* 2. März 1707 in Narbonne; † 11. Januar 1799 ebenda) war ein französischer Ingenieur und Enzyklopädist.

## Leben
Seine Eltern waren Joseph Barthez († 1741) und Madeleine Jean, beide waren seit dem 10. Februar 1697 miteinander verheiratet. Sein Vater arbeitete als Architekt am Wiederaufbau der Kathedrale von Saint-Pons in Saint-Pons-de-Thomières,  Cathédrale Saint-Pons de Saint-Pons-de-Thomières.
Barthez de Marmorières war als Ingenieur für Brücken- und Straßenbau, ingénieur des ponts et chaussées  in der Provinz Languedoc  tätig. Er war Mitglied der Académie de Montpellier.
Er heiratete Marie Rey († 1758), die Ehe wurde am 28. Februar 1734 in Montpellier geschlossen. Sie hatten fünf Söhne Paul Joseph,  Antoine (1736–1811),  Jacques (1741–1813), Pierre (1747–1811) und  Guillaume (1755–1817).
Zusammen mit seinem Sohn Paul Joseph Barthez arbeitete er an der Encyclopédie von Denis Diderot und Jean Baptiste le Rond d’Alembert mit. Er schrieb über landwirtschaftliche Themen, so über Tierherden, Troupeaux.

## Werke (Auswahl)
- Mémoires d’agriculture et de méchanique. (1762)
- Mémoires d’agriculture pour la côte de la Méditerranée du royaume. (1780)